# Virginia Rappe

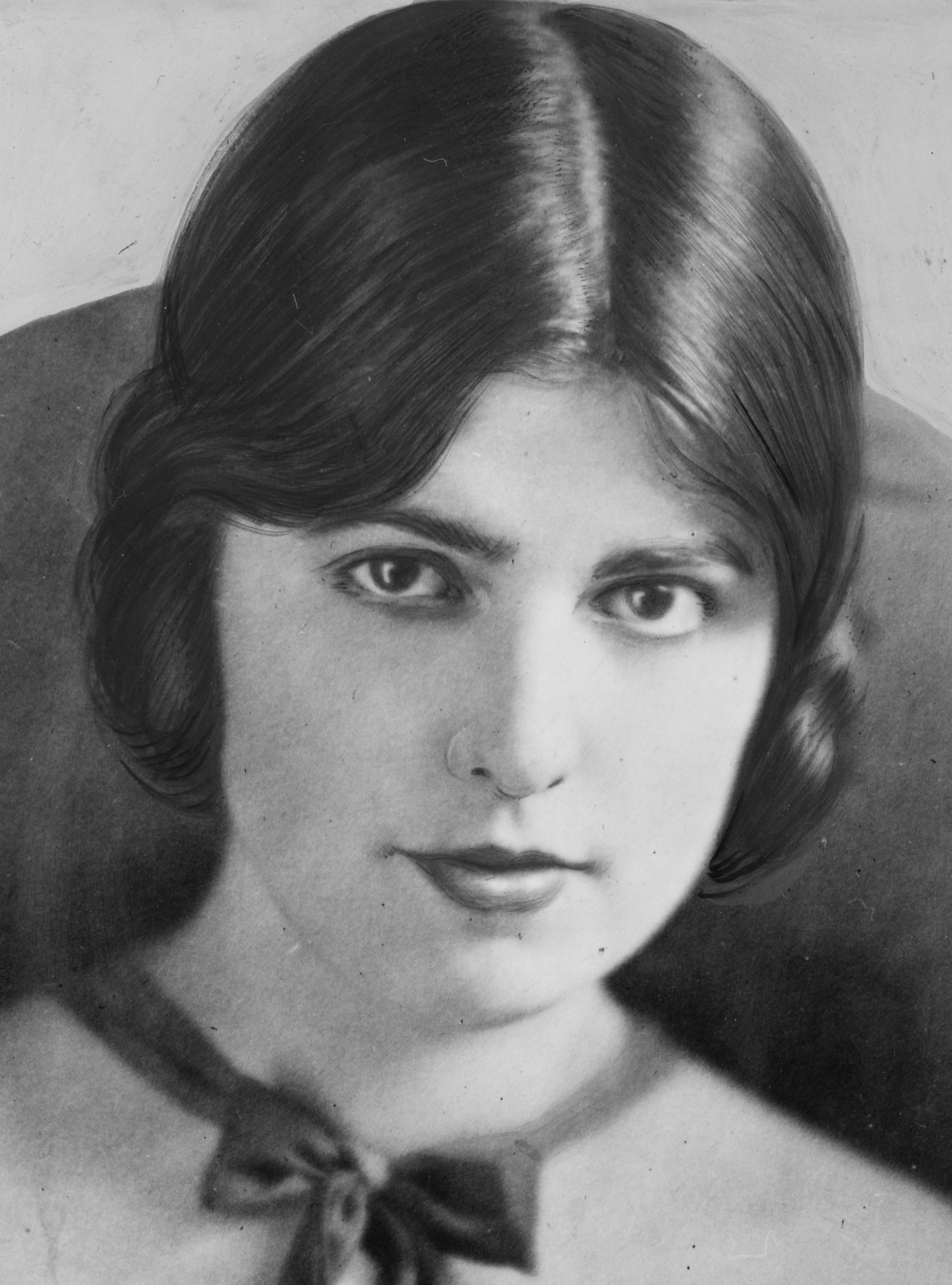
Virginia Rappe, um 1920

Virginia Rappe (eigentlich Virginia Caroline Rapp, * 7. Juli 1891 in Chicago; † 9. September 1921 in San Francisco, Kalifornien) war eine US-amerikanische Stummfilmschauspielerin. Sie wirkte in elf Stummfilmen mit.

## Leben
Sie war die Tochter von Mabel Rapp und einem unbekannten Vater. Als ihre Mutter starb, war sie erst elf Jahre alt. Daraufhin lebte sie eine Zeitlang bei Verwandten in Chicago und mit sechzehn Jahren begann sie als Model für Warenhäuser zu arbeiten. Erste Filmerfahrungen machte sie als Statistin, bis sie unter der Regie von Fred J. Balshofer im Jahr 1917 die romantische Komödie Paradise Garden drehte. Ihre Filmpartner waren u. a. Harold Lockwood, Vera Sisson und William Clifford. Bis 1921 folgten acht weitere Filme.
Sie starb an einer Peritonitis nach einer Party, auf der Roscoe Arbuckle Gastgeber war. Ihr Verlobter, der Regisseur Henry Lehrman, machte Arbuckle deswegen große Vorwürfe und für Rappes Tod verantwortlich. Die Untersuchungen ihrer Todesumstände zusammen mit dem sich darüber entfachenden Medienrummel gingen als der Arbuckle-Skandal in die Filmgeschichte ein und sorgten für das Ende der Karriere Arbuckles in der Filmbranche, obwohl der Schauspieler schließlich freigesprochen wurde und heute zumeist als unschuldiges Opfer einer Kampagne gilt.
Sie wurde auf dem Hollywood Forever Cemetery beigesetzt.

## Filmografie
- 1917: Paradise Garden
- 1918: Wild Women and Tame Lions  (Kurzfilm)
- 1919: His Musical Sneeze (Kurzfilm)
- 1920: A Twilight Baby (Kurzfilm)
- 1920: An Adventuress
- 1920: The Kick in High Life (Kurzfilm)
- 1920: Wet and Warmer (Kurzfilm)
- 1921: The Punch of the Irish (Kurzfilm)
- 1921: A Game Lady (Kurzfilm)